# Made of Stars
A Made of Stars (magyarul: Csillagokból készült) a izraeli Hovi Star dala, mellyel Izraelt képviselte a 2016-os Eurovíziós Dalfesztiválon, Stockholmban. A dal az IBA által szervezett tehetségkutató műsorban nyerte el az eurovíziós indulás jogát 2016. március 3-án.

## Eurovíziós Dalfesztivál
A dalt az Eurovíziós Dalfesztiválon először a május 12-i második elődöntőben adta elő, fellépési sorrendben negyedikként a Svájcot képviselő Rykka The Last of Our Kind című dala után, és a Fehéroroszországot képviselő Ivan Help You Fly című dala előtt. Az elődöntőből a hetedik helyen jutott tovább a május 14-i döntőbe, ahol fellépési sorrendben hetedikként lépett fel az Olaszországot képviselő Francesca Michielin No Degree of Separation című dala után, és a Bulgáriát képviselő Poli Genova If Love Was a Crime című dala előtt. A pontozás során a zsűri szavazáson összesítésben a nyolcadik helyen végzett 124 ponttal (Németországtól maximális pontszámot kapott), míg a nézői szavazáson a huszonkettedik helyen végzett 11 ponttal, így összesítésben 132 ponttal a verseny tizenötödik helyezettje lett.
A következő izraeli induló Imri I Feel Alive című dala volt a 2017-es Eurovíziós Dalfesztiválon.